# Templo Votivo del Mar
El Templo Votivo del Mar es un templo católico consagrado a la Virgen del Carmen (Virgen del mar), también conocido como iglesia parroquial de San Juan de Panjón. También acoge la figura de San Juan Bautista, proveniente de la antigua iglesia situada donde está el arco visigótico de Panxón. Está situado en la parroquia del mismo nombre, perteneciente al municipio de Nigrán (provincia de Pontevedra, Galicia, España).

## Descripción
Este edificio fue diseñado por el arquitecto porriñés Antonio Palacios Ramilo, autor de obras como el Palacio de Comunicaciones o el Círculo de Bellas Artes de Madrid. Su construcción tuvo lugar entre 1932 y 1937. 
El edificio, de granito, tuvo como inspiración el arco visigodo del siglo VII próximo al templo, una de los escasos ejemplos de arquitectura germánica en Galicia. La iglesia a pesar de su origen tiene guiños góticos, influencia musulmana y toques modernistas, pero siempre intentando plasmar el arte gallego y con la finalidad de brindar esta obra a todas las gentes del mar. 